# 莱恩·加里逊
藍恩·愛德華·葛瑞森（英語：Lane Edward Garrison，1980年5月23日—）是一位美國男演員。以在FOX電視劇《越獄風雲》（2005年至2006年）中飾演大衛·「中間人」·阿波斯基斯（David "Tweener" Apolskis）而聞名。其他作品如迷你劇《雌雄大盜》（2013年）以及電影《戰犯風暴》（2014年）。

## 個人生活
2007年，葛瑞森在2006年12月發生車禍導致17歲的瓦哈根·塞蒂安（Vahagn Setian）死亡後，承認犯有車輛過失殺人、酒後駕車和向未成年人提供酒精的罪名。兩名15歲的女孩也是乘客，並在事故中受傷。葛瑞森在一家酒類商店外遇到了塞蒂安和女孩們，然後26歲時和她們一起參加了一場高中派對，然後在比佛利山莊跳下路邊並撞到一棵樹上。他體內含有古柯鹼，血液中的酒精含量是加利福尼亞州法律限制的兩倍多。2007年10月31日，他被判處40個月監禁。2009年4月出獄，並服刑四年。他還被下令向受害者及其家人支付30萬美元的賠償金。
2012年，葛瑞森被指控在位於洛杉磯的公寓樓裡扇了他前女友阿什利·馬廷利（Ashley Mattingly）的耳光。葛瑞森沒有對指控提出異議，作為回報，他得以減少在監獄的時光。2013年被判參加自助課程、52次戒酒匿名會議和完成八小時的社區服務。
2018年，葛瑞森與未婚妻瑪麗·凱特琳（Mary Kaitlin）迎來了一名女嬰琳登·羅斯（Linden Rose）。

## 外部連結
- 莱恩·加里逊在互联网电影资料库（IMDb）上的資料（英文）